# Communauté rurale de Touba Fall
La communauté rurale de Touba Fall est une communauté rurale du Sénégal située au centre-ouest du pays. 
Elle fait partie de l'arrondissement de Ndame, du département de Mbacké et de la région de Diourbel.
Lors du dernier recensement, la CR comptait 12 037 personnes et 1 146 ménages.